# خورشیدگرفتگی ۱۵ نوامبر ۲۰۹۶
خورشیدگرفتگی ۱۵ نوامبر ۲۰۹۶ (به انگلیسی: Solar eclipse of November 15, 2096) یک خورشیدگرفتگی از نوع خورشیدگرفتگی حلقه‌ای است. این خورشیدگرفتگی در تاریخ ۱۵ نوامبر ۲۰۹۶ میلادی (‎۲۵ آبان ۱۴۷۵ خورشیدی) روی خواهد داد که زمان اوج آن، ساعت ۰:۳۶:۱۵ به‌وقت ساعت هماهنگ جهانی است. مدت زمان و طول این خورشیدگرفتگی ۸ دقیقه و ۵۳ ثانیه خواهد بود.